# فهرست فناوری‌های شبکه بی‌سیم

نقشه انواع نسل های ارتباطات تلفن همراه

فهرست نسل‌های گوشی همراه:

## 0G
0G (نسل صفر) تلفن رادیویی همراه سیستمی‌های پیش از شبکه سلولی موبایل بودند.

## 1G
1G (یا 1-G) اشاره به اولین نسل تکنولوژی موبایل بی‌سیم دارد. این سامانه همان ارتباطات راه دور قیاسی استاندارد است که در سال ۱۹۸۰ میلادی معرف شد و و تا زمان معرفی نسل دوم(2G)ادامه داشت. تفاوت اصلی بین دو سامانه ارتباطات از راه دور(1G و 2G) این است که سیگنال‌های رادیویی در شبکه‌های 1G به صورت قیاسی (آنالوگ) است ولی در شبکه‌های 2G به صورت رقمی (دیجیتال) است.

## 2G
2G (یا 2-G) سومین نسل از ارتباطات از راه دور است که مزایای خود را به همراه دارد: مکالمات تلفنی رقمی (دیجیتالی) محافظت می‌شوند؛ سامانه 2G به‌طور قابل ملاحظه، کارآمد تر در بینایی (طیف)های با فاصله زیاد برای تلفن همراه‌های سطح‌های کاوشی هستند؛ و خدمات داده ارائه شده موبایل، با SMS یا خدمات پیام کوتاه ساده بر پایه متن پیامی آغاز می‌شود.
فناوری 2G توسط شبکه‌های مختلف تلفن همراه از جمله پیام متنی، پیام تصویری و MMS یا (خدمات پیام‌های چند رسانه ای) فعال می‌شود.
نسل دوم یا 2G
نسل دوم 2G مخابراتی، در سال ۱۹۹۱ در فنلاند توسط Radiolinja تجاری شد و بر روی GSM را اندازی شد.

#### 2.5G
- سرویس بسته امواج رادیویی

#### 2.75G
- سرعت داده افزایش یافته برای تحول جی‌اس‌ام

## 3G
فناوری 3G یک انتقال اطلاعات است که کم‌ترین سرعت آن 200kbit/s یا ۲۰۰کیلوبیت بر ثانیه است ارائه می‌شود. بعد ازانتشار 3G غالباً 3.5G و 3.75G علامت‌گذاری می‌شد، هم چنین پهنای باند موبایل به چندین Mbit/s برای گوشی‌های هوشمند و مودم‌های د اخلی در لپ تاپ ارائه می‌شود.
هر نسل از تلفن همراه‌های استاندارد تقریباً هر ده سال یک بار و پس از سامانه 1G که در سال ۱۹۸۱/۱۹۸۲ معرفی شد، ظاهر می‌شود. هر نسل با یک نوار (باند) بسامد (فرکانس) جدید، نرخ داده بالاتر و غیر سازگار با مخابره فناوری مشخص می‌شود. اولین شبکه‌های 3G در سال ۱۹۹۸ و شبکه‌های نسل چهارم یا 4G در سال ۲۰۰۸ معرفی شدند.

#### 3.5G
نسل 3.5G یکی از گروه‌های مختلف تلفن همراهی و داده‌های فناوری است که برای ارائه بهتر کارائی سامانه 3G موقتاً طراحی شده‌است تا گامی برای گسترش کامل ظرفیت 4G باشد.
این فناوری شامل:
- High-Speed Downlink Packet Access
- 3GPP Long Term Evolution, پیش از LTE Advanced
- Evolved HSPA

## 4G
4G علاوه بر تمام ویژگی‌های معمول 3G از جمله صدا و دیگر خدمات رسانی‌ها، خدمات پهنای باند دسترسی به اینترنت را هم فراهم می‌کند.
برای نمونه اتصال لپ تاپ‌ها با یک مودم وایرلس، به تلفن همراه‌های هوشمند و دیگر دستگاه‌های موبایل از جمله این خدمات است.
پتانسیل و اپلیکیشن‌های کنونی شامل مرورگر اصلاح شده موبایل، فناوری IP، خدمات بازی‌ها، کیفیت بالای تلویزیون موبایل، ویدئو کنفرانس، تلویزیون‌های 3D و رایانش ابری می‌شود.

### 4.5G
فناوری 4.5G عملکرد بهتری نسبت به سامانه 4G دارد و یک گام موقتی است تا تکمیل ظرفیت‌های کامل 5G. این فناوری شامل:4Gt
- LTE Advanced
- MIMO

## 5G
فناوری 5G نشان دهنده فاز اصلی ارتباطات از راه دور، فراتر ازاستاندارد 4G/IMT-Advanced کنونی است. اینترنت 5G سه نوع جنبه جدید را وارد دنیای فناوری می‌کند: سرعت بالاتر (برای انتقال داده‌های بیشتر)، تأخیر کمتر (برای پاسخ‌دهی بیشتر) و امکان اتصال به دستگاه‌های بسیار بیشتر در آنِ واحد (برای سنسورها و دستگاه‌های هوشمند)
اتحادیه NGMN یا اتحادیه نسل بعدی شبکه‌های موبایل، نیازهای شبکه 5Gرا این‌گونه برآورد می‌کند:
- برای ده‌ها هزار نفر از کاربران نرخ داده‌ها از چند ده Mb/s پشتیبانی می‌شود
- سرعت 1Gbit/s به‌طور هم‌زمان به ده‌ها هزار از کارگران در یک اتاق ارائه می‌شود.
- صدها هزار نفر از اتصالات به‌طور هم‌زمان برای سنسور استقرار پشتیبانی می‌شوند.
- طیفی بهره‌وری بایددر مقایسه با 4G به‌طور قابل توجهی افزایش یابد.
- پوشش باید بهبود یابد.
- سیگنالینگ بهره‌وری باید افزایش یابد.
- تأخیر باید به‌طور قابل توجهی در مقایسه با LTE کاهش یابد.[۲]

همچون شبکه‌های سلولی دیگر، شبکه‌های 5G نیز از سیستمی شامل نقاط سلولی استفاده می‌کند که قلمرو خود را به بخش‌هایی تقسیم کرده و داده‌های کدگذاری شده خود را از طریق امواج رادیویی ارسال می‌کنند. هر نقطه سلولی باید به ستون اصلی شبکه متصل شوند، حال چه از طریق اتصال سیمی و یا اتصال بی‌سیم.
شبکه‌های 5G از نوعی کدگذاری استفاده می‌کنند که OFDM نام دارد و به نوعی کدگذاری شباهت دارد که 4G LTE از آن استفاده می‌کند. اگرچه این واسط کاربری هوایی به گونه‌ای طراحی خواهد شد که دارای انعطاف‌پذیری بیشتر و تأخیر کمتر در مقایسه با LTE باشد.
شبکه‌های 5G باید بسیار بیشتر از سیستم‌های قبلی هوشمند باشند، چرا که با سلول‌‎های بسیار کوچک‌تر و بیشتری سروکار دارند که اندازه و شکلشان قابل تغییر است. اما حتی با سلول‌های زیاد کنونی نیز کوالکام اعلام کرده که اینترنت 5G امکان افزایش ظرفیت تا چهار برابر سیستم‌های کنونی را دارد و این امکان با پهنای باند وسیع‌تر و فناوری‌های آنتن پیشرفته‌تر میسر می‌شود.
البته هدف کارشناسان صنعت دستیابی به سرعت‌های بالاتر و ظرفیت بسیار بالاتر در هر سلول و تأخیر بسیار کمتر در مقایسه با 4G است. سازمان‌های وضع‌کننده استاندارد، هدف سرعت 20 گیگابیت بر ثانیه و تأخیر 1 هزارم ثانیه را در نظر دارند که با این اعداد و ارقام اتفاقات بسیار هیجان‌انگیزی اتفاق خواهد افتاد.

## سرعت دانلود دیتا اینترنت
| نسل | شکل آیکون | فناوری                     | سرعت معمولی دانلود | سرعت معمولی دانلود | نهایت سرعت دانلود |
| --- | --------- | -------------------------- | ------------------ | ------------------ | ----------------- |
| 2G  | G         | align="right" \|<0.1Mbit/s | 0.1                | 0.1                | 0.1 Mbit/s        |
| 2G  | E         | align="right" \|0.1Mbit/s  | 0.1                | 0.1                | 0.3 Mbit/s        |
| 3G  | 3G        | align="right" \|0.1Mbit/s  | 0.1                | 0.1                | 0.3 Mbit/s        |
| 3G  | H         | align="right" \|1.5Mbit/s  | 1.5                | 1.5                | 7.2 Mbit/s        |
| 3G  | H+        | align="right" \|4Mbit/s    | 4                  | 4                  | 21 Mbit/s         |
| 3G  | H+        | align="right" \|8Mbit/s    | 8                  | 8                  | 42 Mbit/s         |
| 4G  | 4G        | align="right" \|15Mbit/s   | 15                 | 15                 | 150 Mbit/s        |
| 4G  | 4G+       | align="right" \|30Mbit/s   | 30                 | 30                 | 300 Mbit/s        |
| 4G  | 4G+       | align="right" \|45Mbit/s   | 45                 | 45                 | 450 Mbit/s        |
| 4G  | 4G+       | align="right" \|60Mbit/s   | 60                 | 60                 | 600 Mbit/s        |
| 4G  | 4G+       | align="right" \|90Mbit/s   | 90                 | 90                 | 979 Mbit/s        |
| 5G  | 5G        | align="right" \|175Mbit/s  | 175                | 175                | 1–10 Gbit/s       |